# Palmtangara
Palmtangara (Thraupis palmarum) är en fågel i familjen tangaror inom ordningen tättingar.

## Utseende och läte
Palmtangaran är en stor tangara med enfärgad fjäderdräkt. Den är genomgående grå, i bra ljus med en antydan till olivgrönt. De svarta vingarna kontrasterar med en ljusare handbasfläck. Arten är rätt ljudlig, med fräsande och gnissliga serier eller enstaka nasala "swee?".

## Utbredning och systematik
Palmtangara delas in i fyra underarter med följande utbredning:
- T. p. atripennis – förekommer från östra Nicaragua till norra Colombia och det allra nordvästra Venezuela
- T. p. violilavata – förekommer i Stillahavssluttningen i sydvästra Colombia och västra Ecuador
- T. p. melanoptera – förekommer från östra Colombia söderut till norra Bolivia, österut till Venezuela, Trinidad och Guyanaregionen samt Amazonområdet i Brasilien
- T. p. palmarum – förekommer från östra och södra Brasilien till östra Bolivia och Paraguay

### Släktestillhörighet
Arten placeras traditionellt i Thraupis. Genetiska studier har dock visat att Thraupis är inbäddat i Tangara. Vissa väljer att därför inkludera dem i Tangara, medan andra istället delar upp Tangara i flera släkten och behåller Thraupis som ett eget släkte.

## Levnadssätt
Palmtangara hittas i en rad olika miljöer, ofta intill palmträd och i öppna buskiga områden, trädgårdar och skogsbryn. Den ses vanligen i par eller småflockar, ibland tillsammans med andra fågelarter.

## Status
Arten har ett stort utbredningsområde och beståndet anses stabilt. Internationella naturvårdsunionen IUCN listar den därför som livskraftig (LC).

## Bildgalleri

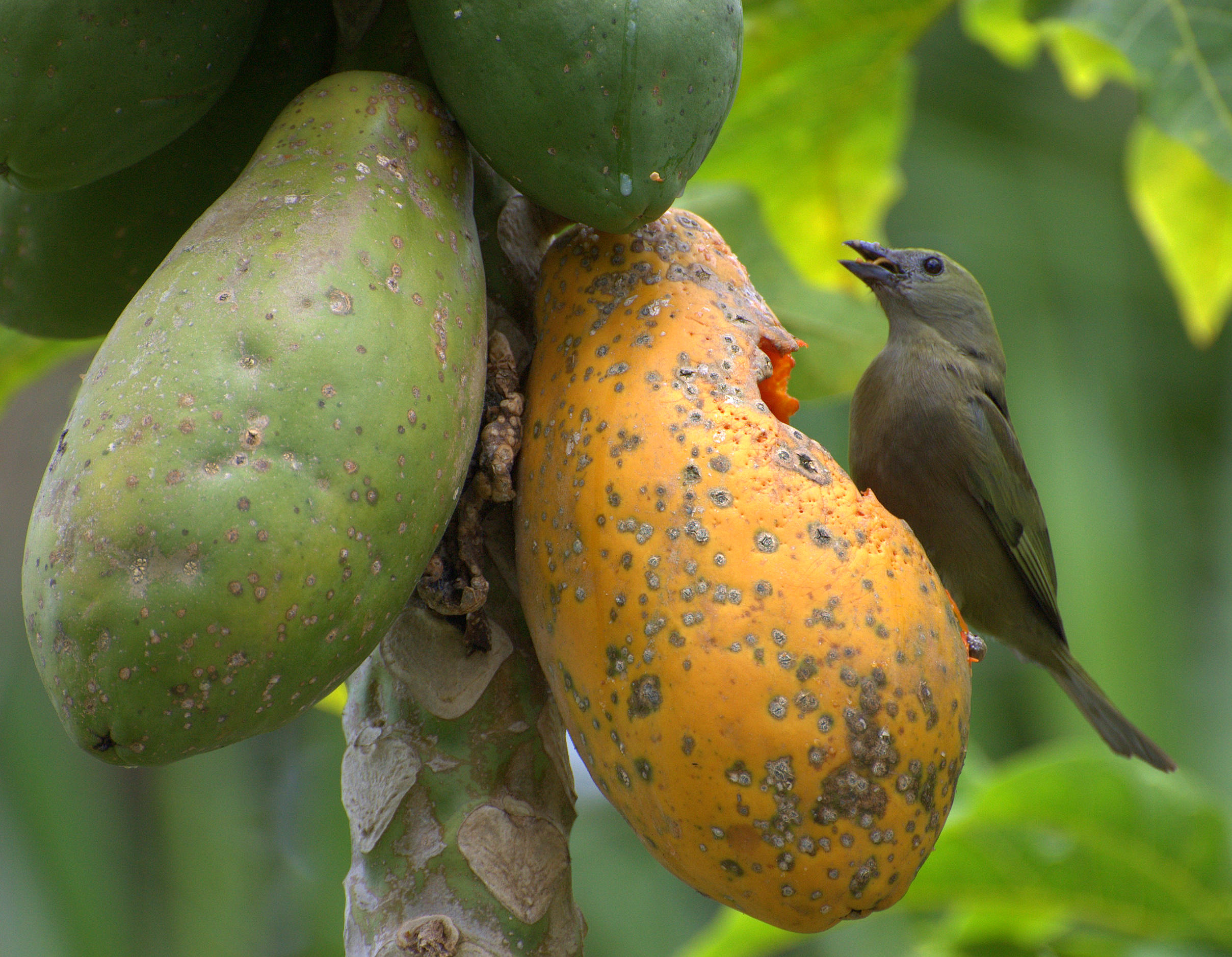
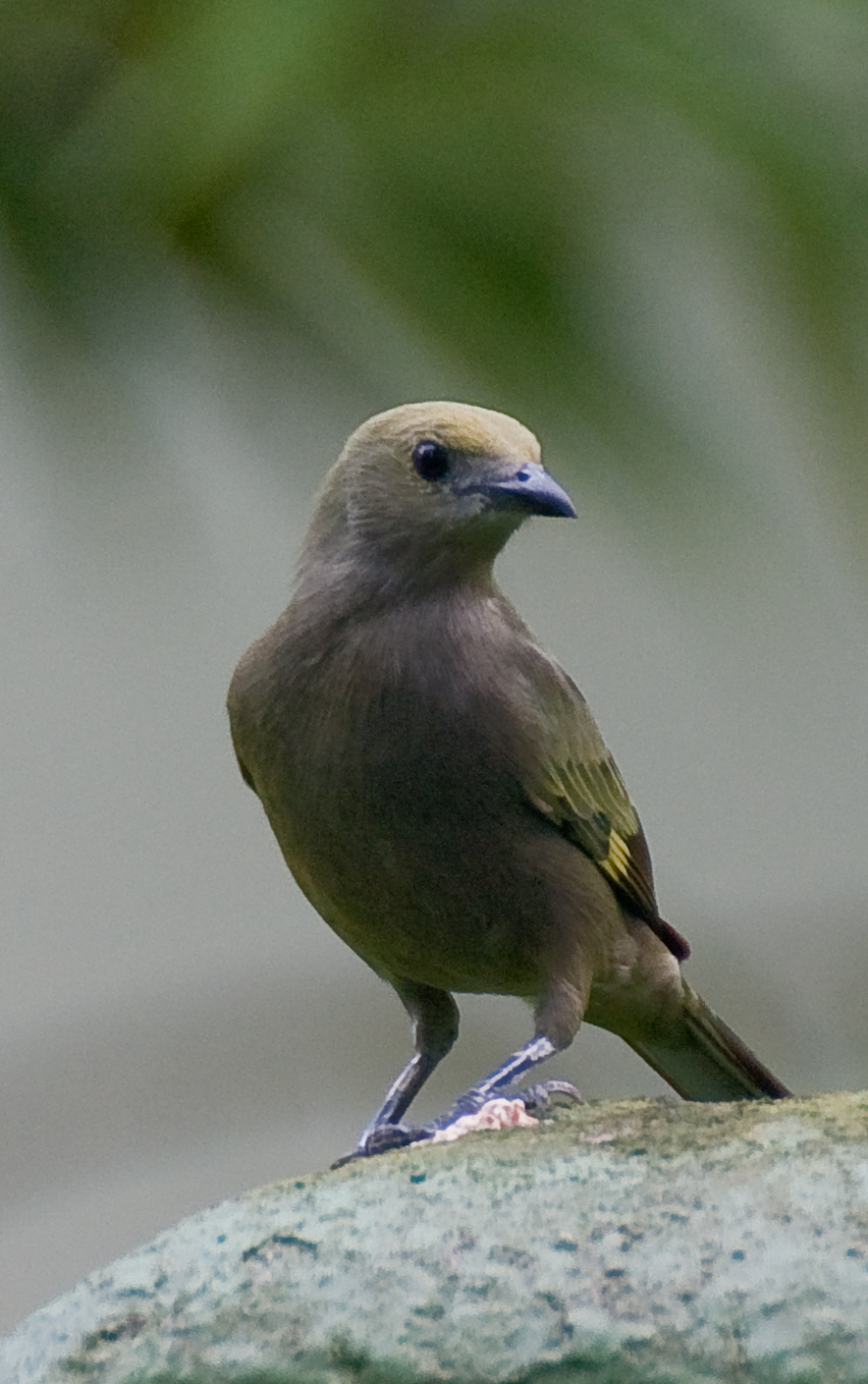
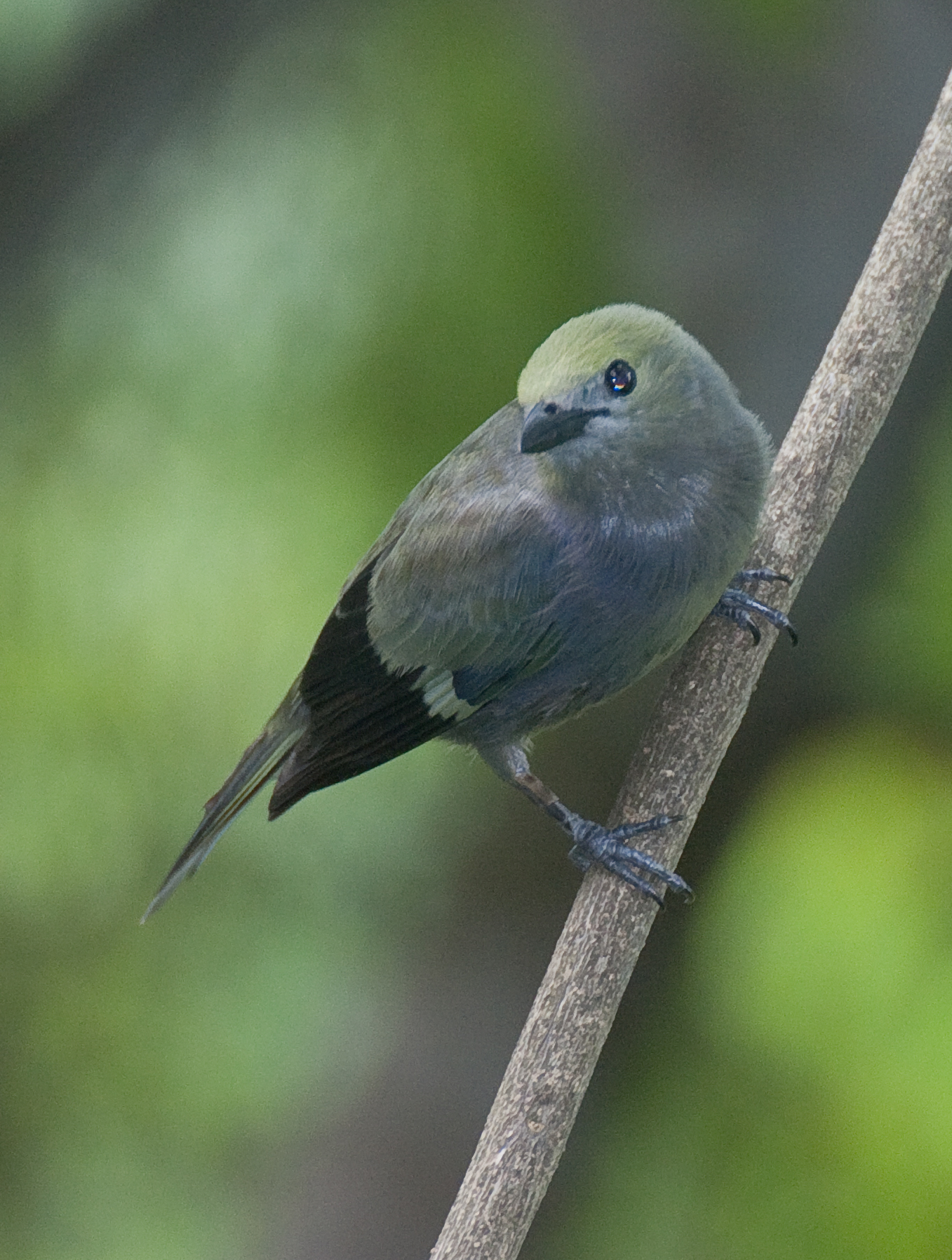
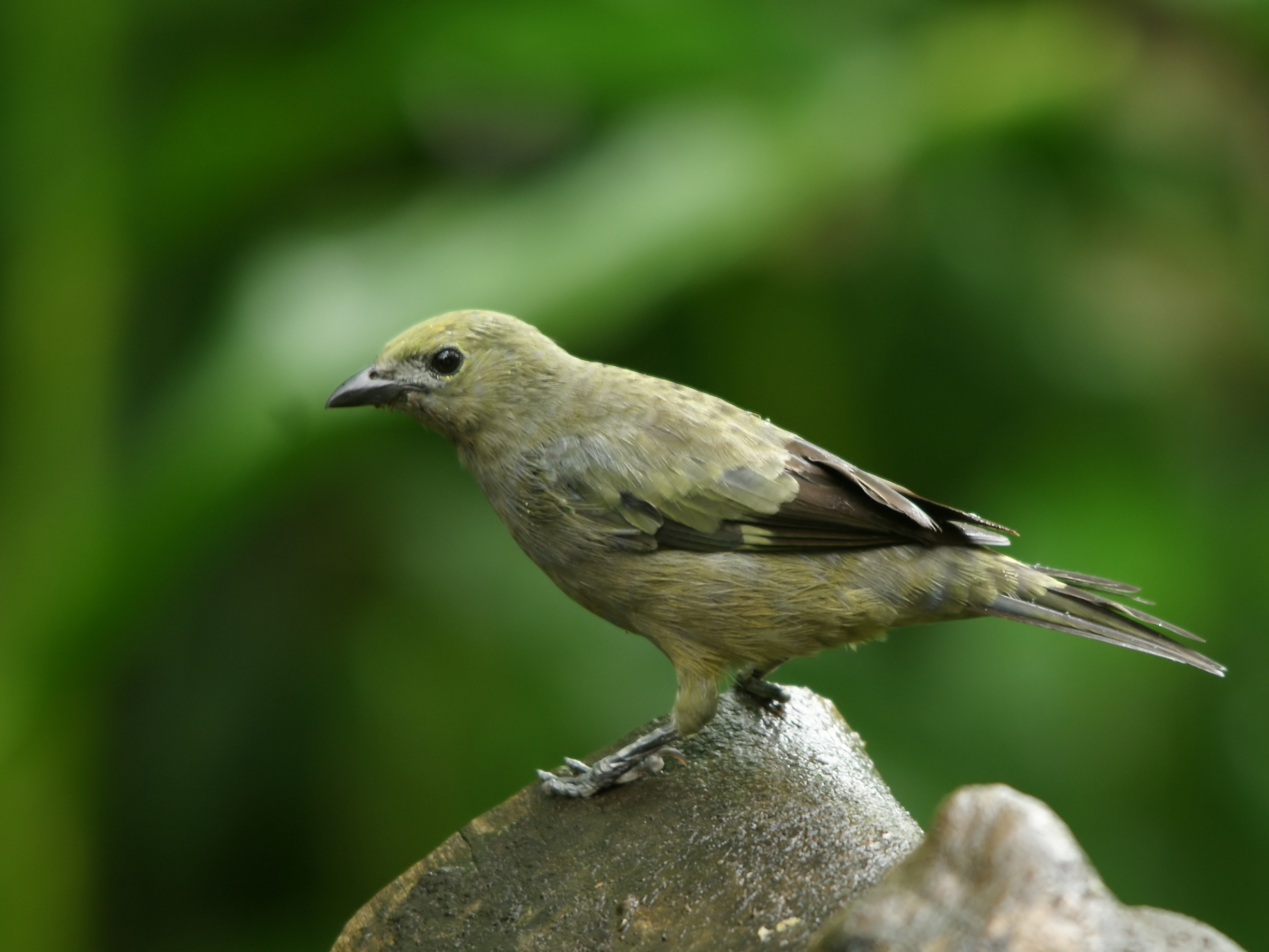